# Pristimantis skydmainos
Pristimantis skydmainos là một loài động vật lưỡng cư trong họ Strabomantidae, thuộc bộ Anura. Loài này được Flores & Rodriguez miêu tả khoa học đầu tiên năm 1997.
Các môi trường sống tự nhiên của chúng là các khu rừng ẩm ướt đất thấp nhiệt đới hoặc cận nhiệt đới và các khu rừng vùng núi ẩm nhiệt đới hoặc cận nhiệt đới.